# نجد الشواهرة (ولد ربيع)

تعديل مصدري - تعديل

نجد الشواهرة هي إحدى قرى عزلة قيفه ال مهدي بمديرية ولد ربيع التابعة لمحافظة البيضاء، بلغ تعداد سكانها 434 نسمة حسب تعداد اليمن لعام 2004.